# Oishinbo
Oishinbo (яп. 美味しんぼ, укр. Гурман) — японська кулінарна серія манґи, написана Тецуєю Карія, і проілюстрована Акірою Ханасакі. Назва манґи — це поєднання японського слова «смачний», oishii (яп. 美味しい), і слова, що означає людину, яка любить поїсти, kuishinbō (яп. 食いしん坊). Є однією з найбільш продаваних серій манґи в історії. Вона публікувалася в журналі Big Comic Spirits видавництва Shogakukan між 1983 і 2008 роками, і знову відновилася 23 лютого 2009 року, але була перервана на невизначений термін 12 травня 2014 року після різкої критики ставлення манґи до аварії на Фукусімі.
Манґа отримала приз Shogakukan Manga Award 1986 року в категорії сейнен / загальної манґи. Серіал був адаптований як 136-серійне аніме, яке транслювалося на Nippon Television з 17 жовтня 1988 року по 17 березня 1992 року, за яким слідували два продовження у вигляді аніме-фільмів у 1992 та 1993 роках.
Він був адаптований до ігрового фільму, прем'єра якого відбулася 13 квітня 1996 року.

## Сюжет
Манґа є драмою про журналіста Шіро Ямаока, який працює в газеті «Тодзай Шімбун». Він — цинічний кулінарний критик, якому власник газети доручив разом із молодою Юко Курітою розробити рецепти для «ідеального меню». Під час пошуків вони стикаються з вибагливим і вимогливим батьком Ямаоки, Юдзаном Кайбарою, відомим гурманом, який намагається саботувати проект Ямаоки.

## Персонажі
Шіро Ямаока (яп. 山岡 士郎, Yamaoka Shirō)
27-річний журналіст відділу культури газети «Тодзай Шімбун» та керівник проекту ідеального меню. Він єдиний син всесвітньо відомого гончара та гурмана Юдзана Кайбари. Він був змушений готувати у батьковому Клубі гурманів, коли ще навчався у школі, і він ображається на батька, звинувачуючи його у ранній смерті матері. Одного разу він знищив батькові картини та кераміку, бо вважав, що батько дбав про їжу та свою репутацію більше, ніж про сім'ю. Ямаока здається лінивим і незацікавленим, якщо це не стосується їжі, де він володіє глибокими знаннями.
Юко Куріта (яп. 栗田 ゆう子, Kurita Yūko)
Колега Ямаоки і допомагає йому в проекті ідеального меню. Її часто бачать разом з Норіко Ханамурою та Кінуе Табатою, і разом їх називають «Квітковим тріо Департаменту культури». Пізніше Куріта виходить заміж за Шіро Ямаока, і у них народжується двоє дітей, Йоджі та Юмі.
Юдзан Кайбара (яп. 海原 雄山, Kaibara Yūzan)
Батько і суперник Ямаоки. Кайбара тренував Ямаоку, але вони посварилися. Відносини погіршуються, коли Кайбара починає працювати на проект ідеального меню газети «Тейто Шімбун», яка є конкурентом «Тодзай Шімбун». Кайбара є засновником і директором Клубу гурманів. Він також художник і автор «Словника поетичних посилань».

## Медіа

### Манґа
Oishinbo є однією з найбільш продаваних серій манґи в історії. Серія була постійним бестселером та продавалася накладом 1,2 мільйона примірників на том. Загалом було продано понад 135 мільйонів примірників.

### Аніме
Манґа була адаптована до телевізійного аніме-серіалу, який транслювався з жовтня 1988 року по березень 1992 року у 136 епізодах. За серіалом вийшли дві телевізійні програми. Oishinbo: Ultimate VS Supreme (яп. 美味しんぼ　究極対至高　長寿料理対決!!, Oishinbo: Kyūkyoku Tai Shikō, Chōju Ryōri Taiketsu!!) у грудні 1992 року, а Oishinbo: Japan-US Rice War (яп. 美味しんぼ　日米コメ戦争, Oishinbo: Nichibei Kome Sensō) у грудні 1993 року.

### Відеоігри
- Oishinbo: Kyukyoku no Menu 3bon Syoubu (Family Computer, 1989, розроблено TOSE)
- Oishinbo: DS Recipe Shuu (Nintendo DS, 2007, опубліковано Namco Bandai Games)

## Сприйняття
У 1980-х роках у Японії відбувся сплеск популярності руху гуруме, який отримав назву «бум гурманів». Іорі Брау, автор книги «Пригоди Oishinbo в їжі: їжа, спілкування та культура в японських коміксах», сказав, що це був найбільший фактор зростання популярності коміксів про гуруме. Перший том серії розійшовся тиражем близько мільйона примірників. Популярність коміксу Oishinbo призвела до розробки аніме, бойовиків і багатьох фан-сайтів. На фан-сайтах зберігаються рецепти, які з'явилися в манзі.
Тецу Карія, письменник Oishinbo, сказав в інтерв'ю 1986 року, що він не знавець їжі, і щоразу, коли експерти з їжі читають цей комікс, йому стає ніяково.

## Скандал щодо глави про Фукусіму
У квітні 2014 року Oishinbo представив главу про аварію на АЕС у Фукусімі під назвою «Правда про Фукусіму». У цій історії герої, які відвідали атомну станцію, страждають носовою кровотечею, яка не зупиняється, і вони дійшли висновку, що уряд має допомогти людям переїхати з цього району через радіацію. Це викликало сильну негативну реакцію як з боку місцевих органів влади у Фукусімі, так і в усій Японії; навіть Сіндзо Абе висловився, назвавши ці заяви «безпідставними чутками». Видавець включив до статті заяви уряду префектури Фукусіма та експерта з радіації Ікуро Андзая, які стверджували, що історія вводить людей в оману, і зазначили, що дискримінація мешканців та продукції Фукусіми завдає набагато більшої шкоди, ніж будь-яка радіація в цьому районі. Незважаючи на ці заяви, Карія підтримав главу в розпал скандалу, заявивши, що досліджував Фукусіму протягом двох років і міг «написати лише правду», але зазначив, що не очікував такої різкої реакції з боку громадськості. Наступного місяця Shogakukan Inc. оголосили перерву Oishinbo, останній раз манґа з'явилася у випуску журналу 12 травня 2014 року. Хоча зупинка публікації збіглася зі скандалом, редакція стверджувала, що запланувала перерву заздалегідь.